# Phattharayut Noree
Phattharayut Noree (thailändisch ภัทรายุท โนรี, * 8. Juli 2000) ist ein thailändischer Fußballspieler.

## Karriere
Phattharayut Noree steht seit 2021 beim MOF Customs United FC unter Vertrag. Der Verein aus der thailändischen Hauptstadt Bangkok spielt in der zweiten Liga des Landes, der Thai League 2. Sein Profidebüt gab der Torwart am 13. März 2021 im Auswärtsspiel beim Samut Sakhon FC. Hier wurde er in der 61. Minute für Piyawat Intarapim eingewechselt.